# Oleg Protopopov
Oleg Protopopov (en ruso: Оле́г Алексе́евич Протопо́пов; Leningrado, RSFS de Rusia; 16 de julio de 1932 – 3 de noviembre de 2023) fue un patinador sobre hielo ruso que fue campeón olímpico y mundial con Unión Soviética y reconocido por ser el creador de la Espiral de la Muerte junto a su esposa Ludmila Belousova.

## Carrera

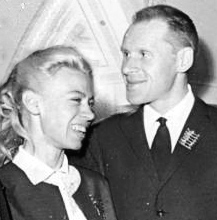
Belousova y Protopopov en 1966.

Protopopov inició su carrera como patinador relativamente tarde a los 15 años, y su entrenadora era Nina Lepninskaya. En 1951 es reclutado por la Flota del Báltico pero decidió ir a patinar en hielo. Su primer compañera fue Margarita Bogoyavlenskaya, con la que ganó la medalla de plata en el Campeonato Soviético de 1953.
Protopopov conoce a Ludmila Belousova en el verano de 1954 en Moscú. Ella se muda a Leningrado en 1955 y empieza a entrenar con Protopopov en 1956. Los dos formaban parte del VSS Lokomotiv y a nivel internacional representaban a la URSS. Inicialmente su entrenador fue Igor Moskvin junto a Pyotr Orlov, pero la alianza se disolvió por los desacuerdos con Orlov. Los dos continuaban entrenando sin entrenador en Voskresensk, hasta que en 1961 deciden trabajar junto a Stanislav Zhuk para mejorar su dificultad técnica.

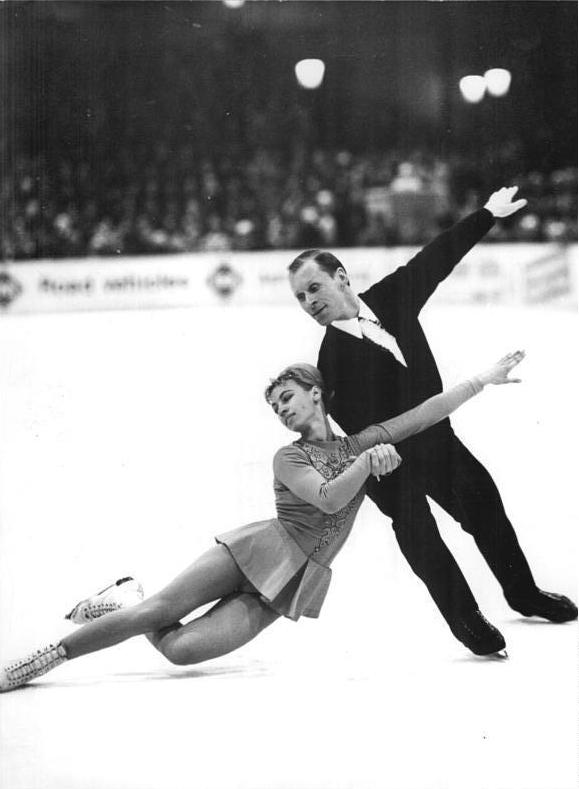
Belousova y Protopopov en 1968.

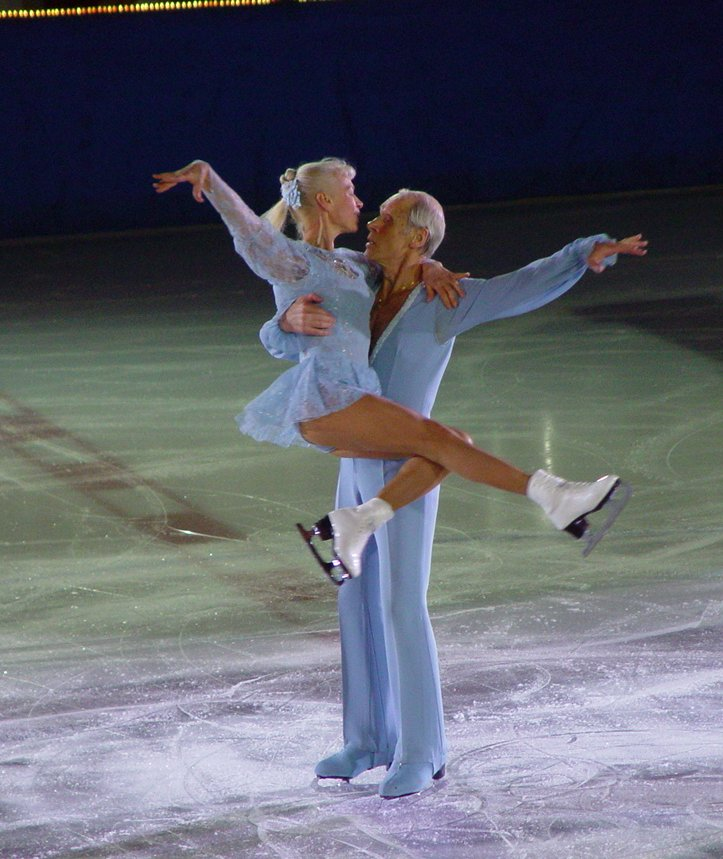
Belousova y Protopopov en 2007.

Belousova y Protopopov hacen su primera aparición en el Campeonato Mundial en 1958 donde terminaron en el lugar 13. Su primera aparición en Juegos Olímpicos de Invierno se da en 1960 en Squaw Valley, California donde terminaron en noveno lugar. En 1962 logran su primer podio en el Campeonato Mundial donde obtuvieron la medalla de plata, siendo la primera vez que Unión Soviética o Rusia ganaba una medalla en patinaje artístico luego de su introducción en el Campeonato Mundial de Patinaje en 1908. Más tarde en ese año ganarían la medalla de plata en el Campeonato Europeo, siendo la segunda pareja soviética en ganar medallas a nivel europeo desde que lo hicieran Nina Zhuk y Stanislav Zhuk, que ganaron la medalla de plata en 1958, 1959 y 1960.
Su primer medalla de oro llegaría en los Juegos Olímpicos de Innsbruck 1964, la cual también fue la primera medalla olímpica en parejas para la Unión Soviética en su historia. Belousova y Protopopov iniciaron una racha de 40 años de medallas de oro para la Unión Soviética en patinaje artístico, la más larga en la historia del deporte olímpico, de 1964 a 2006. Su prime título mundial y europeo llegó en 1965, siendo la primera pareja rusa o soviética en ganar ambos títulos en el mismo año.
Belousova y Protopopov ganaron su segundo título olímpico en 1968. A los 32 y 35 años respectivamente, pasaron a ser los campeones olímpicos más viejos en patinaje artístico. Al año siguiente ganaron la medalla de plata en el Campeonato Europeo y bronce en el Campeonato Mundial, año en el cual Irina Rodnina junto a su compañero Alexei Ulanov empezaron su dominio en el patinaje artístico. Esas fueron sus últimas apariciones en competiciones internacionales, aunque participaban fuera de la Unión Soviética hasta 1972.
En total, Belousova y Protopopov ganaron dos títulos olímpicos y ganaron ocho medallas junto a los campeonatos mundiales y europeos, incluyendo cuatro medallas de oro consecutivas. Al retirarse de la competición, pasaron a participar en programas de patinaje sobre hielo por varios años. En septiembre de 2015, pasaron a hacer exhibiciones de patinaje a beneficio en Boston, Massachusetts, y el evento se llamaba "Evening with Champions".
Belousova y Protopopov contribuyeron al desarrollo del patinaje artístico, incluyendo la ejecución de tres death spirals: el backward inside (BiDs), el forward inside (FiDs), y el forward outside (FoDs), la cual denominaron la "Espiral cósmica", "Espiral de la vida", y "Espiral del amor".

## Vida personal
Protopopov creció junto a su madre, la cual era una bailarina de ballet clásico profesional, y su padrastro, el poeta Dmitry Tsenzor. Se graduó de la Universidad Herzen en educación física.
Se casó con Ludmila Belousova en diciembre de 1957. Junto a Belousova se mantuvo como equipo en patinaje artístico, y se les refería como "Los Protopopovs". Con el fin de continuar patinando, ambos decidieron no tener hijos.
El 24 de septiembre de 1979 Protopopov y Belousova desertaron a Suiza luego de aplicar el asilo político. Pasaron a vivir en Grindelwald y obtuvieron la nacionalidad suiza en 1995. En invierno se quedaban en Suiza, y en verano pasaban a vivir en Lake Placid, New York. El 25 de febrero de 2003 visitaron Rusia por primera vez tras 23 años en el exilio con la invitación de Vyacheslav Fetisov. Asistieron a los Juegos Olímpicos de Sochi 2014 y dieron su última exhibición en el hielo en 2016 cuando Protopopov cumplió 84 años.
Belousova murió el 29 de septiembre de 2017 a los 81 años. Oleg Protopopov murió el 3 de noviembre de 2023 a los 91 años.

## Resultados
(con Bogoyavlenskaya)
| Evento              | 1953 |
| ------------------- | ---- |
| Campeonato Sovético | 2°   |

(con Belousova)
| Evento                 | 1954–55 | 1955–56 | 1956–57 | 1957–58 | 1958–59 | 1959–60 | 1960–61 | 1961–62 | 1962–63 | 1963–64 |
| ---------------------- | ------- | ------- | ------- | ------- | ------- | ------- | ------- | ------- | ------- | ------- |
| Winter Olympic Games   |         |         |         |         |         | 9°      |         |         |         | 1°      |
| World Championships    |         |         |         | 13°     |         | 8°      |         | 2°      | 2°      | 2°      |
| European Championships |         |         |         | 10°     | 7°      | 4°      |         | 2°      | 2°      | 2°      |
| Campeonato Soviético   | 3°      | 4°      | 2°      | 2°      | 2°      |         | 2°      | 1°      | 1°      | 1°      |

| Evento                 | 1964–65 | 1965–66 | 1966–67 | 1967–68 | 1968–69 | 1969–70 | 1970–71 | 1971–72 | 1972–73 |
| ---------------------- | ------- | ------- | ------- | ------- | ------- | ------- | ------- | ------- | ------- |
| Winter Olympic Games   |         |         |         | 1°      |         |         |         |         |         |
| World Championships    | 1°      | 1°      | 1°      | 1°      | 3°      |         |         |         |         |
| European Championships | 1°      | 1°      | 1°      | 1°      | 2°      |         |         |         |         |
| Campeonato Soviético   |         | 1°      | 1°      | 1°      | 2°      | 4°      | 6°      | 3°      |         |
| Prize of Moscow News   |         |         |         |         |         |         | 3°      | 1°      | 2°      |